# Circoscrizione Catanzaro-Cosenza-Reggio Calabria
La circoscrizione Catanzaro-Cosenza-Reggio Calabria era una circoscrizione elettorale italiana per l'elezione dell'Assemblea Costituente, nel 1946 (circoscrizione XXVIII), e della Camera dei deputati, dal 1948 al 1993 (circoscrizione XXVII).
Comprendeva le province di Catanzaro, Cosenza e Reggio Calabria.
Era prevista dalla Tabella A di cui al decreto legislativo luogotenenziale 10 marzo 1946, n. 74, poi ripresa dalla legge 20 gennaio 1948, n. 6 e dal decreto del presidente della Repubblica 30 marzo 1957, n. 361.
Nel 1993 la circoscrizione fu soppressa contestualmente all'istituzione della circoscrizione Calabria.
Di seguito i risultati di lista e i deputati eletti, ordinati secondo il numero di preferenze ottenute.

## Elezioni per l'assemblea costituente 1946
| Liste                                           | Voti    | %     | Seggi |
| ----------------------------------------------- | ------- | ----- | ----- |
| Democrazia Cristiana                            | 274.094 | 34,26 | 8     |
| Unione Democratica Nazionale                    | 102.341 | 12,79 | 3     |
| Partito Comunista Italiano                      | 97.092  | 12,14 | 3     |
| Partito Socialista Italiano di Unità Proletaria | 88.441  | 11,06 | 2     |
| Blocco Nazionale della Libertà                  | 88.189  | 11,02 | 2     |
| Fronte dell'Uomo Qualunque                      | 63.030  | 7,88  | 2     |
| Partito Repubblicano Italiano                   | 32.984  | 4,12  | 1     |
| Partito d'Azione                                | 19.418  | 2,43  | -     |
| Partito Comunista Internazionalista             | 13.939  | 1,74  | -     |
| Combattenti Reduci e Partigiani                 | 8.690   | 1,09  | -     |
| Movimento Unionista Italiano                    | 7.884   | 0,99  | -     |
| Partito Laburista Italiano                      | 3.891   | 0,49  | -     |
| Totale                                          | 799.993 |       | 21    |

| Democrazia Cristiana | Unione Democratica Nazionale                        | Partito Comunista Italiano                       | Partito Socialista Italiano di Unità Proletaria |
| --- | --------------------------------------------------- | ------------------------------------------------ | ----------------------------------------------- |
| - Gennaro Cassiani - Vito Giuseppe Galati - Filippo Murdaca - Benedetto Carratelli - Giacinto Froggio - Nicola Siles - Alessandro Turco - Adolfo Quintieri | - Enrico Molè - Domenico Tripepi - Quinto Quintieri | - Fausto Gullo - Luigi Silipo - Eugenio Musolino | - Pietro Mancini - Antonio Priolo               |
| Blocco Nazionale della Libertà | Fronte dell'Uomo Qualunque                          | Partito Repubblicano Italiano                    |                                                 |
| - Roberto Lucifero d'Aprigliano - Francesco Caroleo | - Antonio Capua - Giuseppe Vilardi                  | - → Gaetano Sardiello - Vincenzo Mazzei          |                                                 |

1. ↑  Opta per il collegio unico nazionale

## Elezioni politiche 1948
| Liste                                              | Voti    | %     | Seggi |
| -------------------------------------------------- | ------- | ----- | ----- |
| Democrazia Cristiana                               | 456.714 | 48,76 | 13    |
| Fronte Democratico Popolare                        | 275.943 | 29,46 | 8     |
| Blocco Nazionale                                   | 75.543  | 8,07  | 2     |
| Movimento Sociale Italiano                         | 50.657  | 5,41  | 1     |
| Partito Repubblicano Italiano                      | 30.547  | 3,26  | -     |
| Unità Socialista                                   | 19.304  | 2,06  | -     |
| Partito Nazionale Monarchico - Alleanza del Lavoro | 14.252  | 1,52  | -     |
| Blocco Popolare Unionista                          | 3.536   | 0,38  | -     |
| Movimento Nazionalista per la Democrazia Sociale   | 3.280   | 0,35  | -     |
| Partito Cristiano Sociale                          | 2.459   | 0,26  | -     |
| Partito dei Contadini d'Italia                     | 2.315   | 0,25  | -     |
| Confederazione Italiana dei Liberi Sindacati       | 1.531   | 0,16  | -     |
| Gruppo Politico La Destra                          | 586     | 0,06  | -     |
| Totale                                             | 936.667 |       | 24    |

| Democrazia Cristiana | Fronte Democratico Popolare | Blocco Nazionale                   | Movimento Sociale Italiano |
| --- | --- | ---------------------------------- | -------------------------- |
| - Gennaro Cassiani - Salvatore Foderaro - Benedetto Carratelli - Vito Galati - Domenico Larussa - Filippo Murdaca - Raffaele Terranova - Vincenzo Turco - Mario Ceravolo - Domenico Spoleti - Vittorio Pugliese - Adolfo Quintieri - Giovanni Italo Greco | - Fausto Gullo - Gennaro Miceli - Paolo Suraci - Luigi Silipo - Giacomo Mancini - Silvio Messinetti - Francesco Geraci - Giovanni Bruno | - Antonio Capua - Aldo Casalinuovo | - Luigi Filosa             |

1. ↑  In data 20.06.1949 gli subentra Luigi Palmieri, essendo stata accertata una delle cause di ineleggibilità di cui all'art. 93, DPR 5 febbraio 1948, n. 26 (DOC)

## Elezioni politiche 1953
| Liste                                   | Voti    | %     | Seggi |
| --------------------------------------- | ------- | ----- | ----- |
| Democrazia Cristiana                    | 377.653 | 40,60 | 11    |
| Partito Comunista Italiano              | 193.993 | 20,86 | 6     |
| Partito Socialista Italiano             | 104.044 | 11,19 | 3     |
| Partito Nazionale Monarchico            | 82.063  | 8,82  | 2     |
| Movimento Sociale Italiano              | 71.551  | 7,69  | 2     |
| Partito Liberale Italiano               | 32.493  | 3,49  | 1     |
| Partito Socialista Democratico Italiano | 24.841  | 2,67  | -     |
| Partito Repubblicano Italiano           | 19.930  | 2,14  | -     |
| Unione Socialista Indipendente          | 13.048  | 1,40  | -     |
| Alleanza Democratica Nazionale          | 7.128   | 0,77  | -     |
| Centro Politico Italiano                | 3.331   | 0,36  | -     |
| Totale                                  | 930.075 |       | 25    |

| Democrazia Cristiana | Partito Comunista Italiano                                                                             | Partito Socialista Italiano                         |
| --- | --- | --------------------------------------------------- |
| - Gennaro Cassiani - Dario Antoniozzi - Salvatore Foderaro - Vito Galati - Vito Sanzo - Filippo Murdaca - Mario Ceravolo - Pietro Buffone - Vittorio Pugliese - Domenico Larussa - Antonio Sensi | - Fausto Gullo - Mario Alicata - Gennaro Miceli - Eugenio Musolino - Silvio Messinetti - Cesare Curcio | - Giacomo Mancini - Rocco Minasi - Francesco Geraci |
| Partito Nazionale Monarchico | Movimento Sociale Italiano                                                                             | Partito Liberale Italiano                           |
| - Roberto Lucifero - Nunzio Caroleo | - Michele Barbaro - Giambattista Madia                                                                 | - Antonio Capua                                     |

## Elezioni politiche 1958
| Liste                                            | Voti      | %     | Seggi |
| ------------------------------------------------ | --------- | ----- | ----- |
| Democrazia Cristiana                             | 483.121   | 47,33 | 13    |
| Partito Comunista Italiano                       | 234.800   | 23,00 | 6     |
| Partito Socialista Italiano                      | 134.615   | 13,19 | 3     |
| Movimento Sociale Italiano                       | 59.221    | 5,80  | 1     |
| Partito Monarchico Popolare                      | 32.917    | 3,22  | 1     |
| Partito Liberale Italiano                        | 27.695    | 2,71  | 1     |
| Partito Nazionale Monarchico                     | 20.253    | 1,98  | 1     |
| Partito Socialista Democratico Italiano          | 19.406    | 1,90  | -     |
| Partito Repubblicano Italiano - Partito Radicale | 6.244     | 0,61  | -     |
| Fronte Unico Soldato Italiano                    | 2.412     | 0,24  | -     |
| Totale                                           | 1.020.684 |       | 26    |

| Democrazia Cristiana | Partito Comunista Italiano                                                                               | Partito Socialista Italiano                           | Movimento Sociale Italiano |
| --- | --- | ----------------------------------------------------- | -------------------------- |
| - Gennaro Cassiani - Vittorio Pugliese - Salvatore Foderaro - Ernesto Pucci - Dario Antoniozzi - Fausto Bisantis - Mario Ceravolo - Giuseppe Reale - Domenico Larussa - Sebastiano Vincelli - Guglielmo Nucci - Riccardo Misasi - Pietro Buffone | - Fausto Gullo - Mario Alicata - Gennaro Miceli - Silvio Messinetti - Adolfo Fiumanò - Vincenzo Misefari | - Giacomo Mancini - Rocco Minasi - Francesco Principe | - Antonino Tripodi         |
| Partito Monarchico Popolare | Partito Liberale Italiano                                                                                | Partito Nazionale Monarchico                          |                            |
| - Aldo Casalinuovo | - Antonio Capua                                                                                          | - Roberto Lucifero                                    |                            |

## Elezioni politiche 1963
| Liste                                            | Voti    | %     | Seggi |
| ------------------------------------------------ | ------- | ----- | ----- |
| Democrazia Cristiana                             | 433.987 | 43,95 | 12    |
| Partito Comunista Italiano                       | 259.326 | 26,26 | 7     |
| Partito Socialista Italiano                      | 128.753 | 13,04 | 3     |
| Movimento Sociale Italiano                       | 68.200  | 6,91  | 2     |
| Partito Liberale Italiano                        | 34.327  | 3,48  | 1     |
| Partito Socialista Democratico Italiano          | 29.426  | 2,98  | 1     |
| Partito Democratico Italiano di Unità Monarchica | 17.802  | 1,80  | -     |
| Partito Repubblicano Italiano                    | 13.712  | 1,39  | -     |
| Movimento Combattenti Italiani                   | 1.995   | 0,20  | -     |
| Totale                                           | 987.528 |       | 26    |

| Democrazia Cristiana | Partito Comunista Italiano                                                                                                   | Partito Socialista Italiano                           |
| --- | --- | ----------------------------------------------------- |
| - Dario Antoniozzi - Salvatore Foderaro - Riccardo Misasi - Gennaro Cassiani - Ernesto Pucci - Giuseppe Reale - Antonino Spinelli - Guglielmo Nucci - Francesco Bova - Sebastiano Vincelli - Fausto Bisantis - Pietro Buffone | - Fausto Gullo - Gennaro Miceli - Raffaele Terranova - Adolfo Fiumanò - Gino Picciotto - Silvio Messinetti - Pasquale Poerio | - Giacomo Mancini - Francesco Principe - Rocco Minasi |
| Movimento Sociale Italiano | Partito Liberale Italiano | Partito Socialista Democratico Italiano               |
| - Antonino Tripodi - Jole Giugni Lattari | - Antonio Capua | - Ugo Napoli                                          |

## Elezioni politiche 1968
| Liste                                            | Voti    | %     | Seggi |
| ------------------------------------------------ | ------- | ----- | ----- |
| Democrazia Cristiana                             | 410.367 | 41,93 | 11    |
| Partito Comunista Italiano                       | 233.419 | 23,85 | 6     |
| Partito Socialista Unificato                     | 174.548 | 17,83 | 5     |
| Movimento Sociale Italiano                       | 53.152  | 5,43  | 1     |
| Partito Socialista Italiano di Unità Proletaria  | 43.157  | 4,41  | 1     |
| Partito Liberale Italiano                        | 25.743  | 2,63  | 1     |
| Partito Repubblicano Italiano                    | 23.915  | 2,44  | 1     |
| Partito Democratico Italiano di Unità Monarchica | 6.433   | 0,66  | -     |
| Socialdemocrazia                                 | 5.107   | 0,52  | -     |
| Nuova Repubblica                                 | 2.880   | 0,29  | -     |
| Totale                                           | 978.721 |       | 26    |

| Democrazia Cristiana | Partito Comunista Italiano                                                                           | Partito Socialista Unificato                                                             | Movimento Sociale Italiano |
| --- | --- | ---------------------------------------------------------------------------------------- | -------------------------- |
| - Dario Antoniozzi - Ernesto Pucci - Riccardo Misasi - Guglielmo Nucci - Salvatore Foderaro - Pietro Buffone - Francesco Bova - Giuseppe Reale - Antonino Spinelli - Sebastiano Vincelli - Antonino Senese | - Luigi Longo - Fausto Gullo - Giovanni Lamanna - Adolfo Fiumanò - Gennaro Miceli - Girolamo Tripodi | - Giacomo Mancini - Francesco Principe - Ugo Napoli - Gaetano Cingari - Salvatore Frasca | - Antonino Tripodi         |
| Partito Socialista Italiano di Unità Proletaria | Partito Liberale Italiano                                                                            | Partito Repubblicano Italiano                                                            |                            |
| - Rocco Minasi | - Antonio Capua                                                                                      | - Emanuele Terrana                                                                       |                            |

## Elezioni politiche 1972
| Liste                                           | Voti      | %     | Seggi |
| ----------------------------------------------- | --------- | ----- | ----- |
| Democrazia Cristiana                            | 392.790   | 39,13 | 10    |
| Partito Comunista Italiano                      | 260.038   | 25,90 | 7     |
| Partito Socialista Italiano                     | 124.553   | 12,41 | 3     |
| Movimento Sociale Italiano - Destra Nazionale   | 122.381   | 12,19 | 3     |
| Partito Socialista Democratico Italiano         | 33.247    | 3,31  | 1     |
| Partito Socialista Italiano di Unità Proletaria | 20.564    | 2,05  | -     |
| Partito Repubblicano Italiano                   | 20.271    | 2,02  | -     |
| Partito Liberale Italiano                       | 16.394    | 1,63  | -     |
| Il manifesto                                    | 6.272     | 0,62  | -     |
| Movimento Politico dei Lavoratori               | 4.061     | 0,40  | -     |
| Partito Comunista (Marxista-Leninista) Italiano | 3.259     | 0,32  | -     |
| Totale                                          | 1.003.830 |       | 24    |

| Democrazia Cristiana | Partito Comunista Italiano | Partito Socialista Italiano                               | Movimento Sociale Italiano - Destra Nazionale            | Partito Socialista Democratico Italiano |
| --- | --- | --------------------------------------------------------- | -------------------------------------------------------- | --------------------------------------- |
| - Riccardo Misasi - Dario Antoniozzi - Ernesto Pucci - Sebastiano Vincelli - Pietro Buffone - Guglielmo Nucci - Guido Mantella - Giuseppe Reale - Francesco Bova - Pietro Rende | - Pietro Ingrao - Francesco Catanzariti - Epifanio Cataldo Giudiceandrea - Giovanni Lamanna - Girolamo Tripodi - Gino Picciotto | - Giacomo Mancini - Francesco Principe - Salvatore Frasca | - Antonino Tripodi - Raffaele Valensise - Fortunato Aloi | - Costantino Belluscio                  |

## Elezioni politiche 1976
| Liste                                         | Voti      | %     | Seggi |
| --------------------------------------------- | --------- | ----- | ----- |
| Democrazia Cristiana                          | 440.458   | 39,36 | 10    |
| Partito Comunista Italiano                    | 368.406   | 32,92 | 8     |
| Partito Socialista Italiano                   | 128.732   | 11,50 | 3     |
| Movimento Sociale Italiano - Destra Nazionale | 97.971    | 8,76  | 2     |
| Partito Socialista Democratico Italiano       | 29.889    | 2,67  | -     |
| Partito Repubblicano Italiano                 | 23.602    | 2,11  | -     |
| Democrazia Proletaria                         | 16.773    | 1,50  | -     |
| Partito Liberale Italiano                     | 7.652     | 0,68  | -     |
| Partito Radicale                              | 5.538     | 0,49  | -     |
| Totale                                        | 1.119.021 |       | 23    |

| Democrazia Cristiana | Partito Comunista Italiano | Partito Socialista Italiano                               | Movimento Sociale Italiano - Destra Nazionale |
| --- | --- | --------------------------------------------------------- | --------------------------------------------- |
| - Ernesto Pucci - Dario Antoniozzi - Riccardo Misasi - Francesco Bova - Guido Mantella - Vito Napoli - Mario Tassone - Guglielmo Nucci - Francesco Quattrone - Pietro Rende | - Rosario Villari - Franco Ambrogio - Giovanni Lamanna - Grazia Riga - Saverio Monteleone - Francesco Martorelli - Giovanni Battista Colurcio - Enza Marchi Dascola | - Giacomo Mancini - Francesco Principe - Salvatore Frasca | - Antonino Tripodi - Raffaele Valensise       |

## Elezioni politiche 1979
| Liste                                         | Voti      | %     | Seggi |
| --------------------------------------------- | --------- | ----- | ----- |
| Democrazia Cristiana                          | 476.963   | 42,78 | 10    |
| Partito Comunista Italiano                    | 297.172   | 26,66 | 6     |
| Partito Socialista Italiano                   | 142.833   | 12,81 | 3     |
| Movimento Sociale Italiano - Destra Nazionale | 78.116    | 7,01  | 2     |
| Partito Socialista Democratico Italiano       | 35.711    | 3,20  | 1     |
| Partito Radicale                              | 21.617    | 1,94  | -     |
| Partito di Unità Proletaria                   | 19.811    | 1,78  | 1     |
| Partito Repubblicano Italiano                 | 18.540    | 1,66  | -     |
| Nuova Sinistra Unita                          | 9.205     | 0,83  | -     |
| Partito Liberale Italiano                     | 7.246     | 0,65  | -     |
| Democrazia Nazionale                          | 4.687     | 0,42  | -     |
| Partito Popolare Calabrese                    | 2.927     | 0,26  | -     |
| Totale                                        | 1.114.828 |       | 23    |

| Democrazia Cristiana | Partito Comunista Italiano                                                                                          | Partito Socialista Italiano                                |
| --- | --- | ---------------------------------------------------------- |
| - Riccardo Misasi - Lodovico Ligato - Ernesto Pucci - Vito Napoli - Francesco Quattrone - Dario Antoniozzi - Mario Tassone - Guido Mantella - Mario Bruno Laganà - Francesco Bova | - Franco Ambrogio - Stefano Rodotà - Francesco Martorelli - Franco Politano - Saverio Monteleone - Giuseppe Pierino | - Giacomo Mancini - Francesco Principe - Mario Casalinuovo |
| Movimento Sociale Italiano | Partito Socialista Democratico Italiano                                                                             | Partito di Unità Proletaria                                |
| - Antonino Tripodi - Raffaele Valensise | - Costantino Belluscio                                                                                              | - Lucio Magri                                              |

## Elezioni politiche 1983
| Liste                                         | Voti      | %     | Seggi |
| --------------------------------------------- | --------- | ----- | ----- |
| Democrazia Cristiana                          | 425.891   | 36,76 | 9     |
| Partito Comunista Italiano                    | 303.434   | 26,19 | 6     |
| Partito Socialista Italiano                   | 187.195   | 16,16 | 4     |
| Movimento Sociale Italiano - Destra Nazionale | 89.198    | 7,70  | 2     |
| Partito Socialista Democratico Italiano       | 56.897    | 4,91  | 1     |
| Partito Repubblicano Italiano                 | 41.888    | 3,62  | 1     |
| Partito Nazionale Pensionati                  | 17.843    | 1,54  | -     |
| Democrazia Proletaria                         | 13.819    | 1,19  | -     |
| Partito Liberale Italiano                     | 10.185    | 0,88  | -     |
| Partito Radicale                              | 9.893     | 0,85  | -     |
| Lista per Trieste                             | 2.284     | 0,20  | -     |
| Totale                                        | 1.158.527 |       | 23    |

| Democrazia Cristiana | Partito Comunista Italiano                                                                                      | Partito Socialista Italiano                                                |
| --- | --- | -------------------------------------------------------------------------- |
| - Riccardo Misasi - Carmelo Pujia - Mario Tassone - Anna Maria Nucci - Lodovico Ligato - Pasquale Perugini - Vito Napoli - Francesco Quattrone - Bruno Bosco | - Achille Occhetto - Franco Ambrogio - Stefano Rodotà - Costantino Fittante - Vincenzo Fantò - Giuseppe Pierino | - Giacomo Mancini - Mario Casalinuovo - Antonio Mundo - Saverio Zavettieri |
| Movimento Sociale Italiano | Partito Socialista Democratico Italiano                                                                         | Partito Repubblicano Italiano                                              |
| - Raffaele Valensise - Fortunato Aloi | - Costantino Belluscio                                                                                          | - Francesco Nucara                                                         |

## Elezioni politiche 1987
| Liste                                         | Voti      | %     | Seggi |
| --------------------------------------------- | --------- | ----- | ----- |
| Democrazia Cristiana                          | 445.503   | 37,05 | 9     |
| Partito Comunista Italiano                    | 304.334   | 25,31 | 6     |
| Partito Socialista Italiano                   | 202.912   | 16,87 | 4     |
| Movimento Sociale Italiano - Destra Nazionale | 78.024    | 6,49  | 1     |
| Partito Socialista Democratico Italiano       | 55.317    | 4,60  | 1     |
| Partito Repubblicano Italiano                 | 31.226    | 2,60  | 1     |
| Caccia Pesca Ambiente                         | 18.817    | 1,56  | -     |
| Democrazia Proletaria                         | 17.854    | 1,48  | -     |
| Partito Radicale                              | 14.772    | 1,23  | -     |
| Partito Liberale Italiano                     | 14.366    | 1,19  | -     |
| Lista Verde                                   | 10.264    | 0,85  | -     |
| Partito Sardo d'Azione                        | 4.259     | 0,35  | -     |
| Liga Veneta - Pensionati Uniti                | 4.025     | 0,33  | -     |
| Alleanza Popolare                             | 886       | 0,07  | -     |
| Totale                                        | 1.202.559 |       | 22    |

| Democrazia Cristiana | Partito Comunista Italiano                                                                                     | Partito Socialista Italiano                                              |
| --- | --- | ------------------------------------------------------------------------ |
| - Riccardo Misasi - Mario Tassone - Carmelo Pujia - Agazio Loiero - Anna Maria Nucci - Rosario Chiriano - Vito Napoli - Pasqualino Biafora - Pietro Battaglia | - Antonio Bassolino - Stefano Rodotà - Sergio De Julio - Giuseppe Lavorato - Vincenzo Ciconte - Francesco Samà | - Giacomo Mancini - Sandro Principe - Saverio Zavettieri - Antonio Mundo |
| Movimento Sociale Italiano | Partito Socialista Democratico Italiano                                                                        | Partito Repubblicano Italiano                                            |
| - Raffaele Valensise | - Paolo Bruno                                                                                                  | - Francesco Nucara                                                       |

## Elezioni politiche 1992
| Liste                                         | Voti      | %     | Seggi |
| --------------------------------------------- | --------- | ----- | ----- |
| Democrazia Cristiana                          | 430.751   | 36,63 | 9     |
| Partito Socialista Italiano                   | 202.540   | 17,22 | 4     |
| Partito Democratico della Sinistra            | 173.294   | 14,74 | 4     |
| Partito della Rifondazione Comunista          | 78.141    | 6,64  | 2     |
| Partito Socialista Democratico Italiano       | 75.088    | 6,38  | 2     |
| Movimento Sociale Italiano - Destra Nazionale | 70.958    | 6,03  | 1     |
| Partito Liberale Italiano                     | 44.696    | 3,80  | 1     |
| Partito Repubblicano Italiano                 | 38.134    | 3,24  | 1     |
| Federazione dei Verdi                         | 20.544    | 1,75  | -     |
| Caccia Pesca Ambiente                         | 15.962    | 1,36  | -     |
| Sì Referendum                                 | 6.998     | 0,60  | -     |
| Lista Marco Pannella                          | 5.382     | 0,46  | -     |
| Lega delle Leghe                              | 4.314     | 0,37  | -     |
| Lega Nord                                     | 3.639     | 0,31  | -     |
| Federalismo                                   | 3.190     | 0,27  | -     |
| Movimento delle Libertà                       | 2.397     | 0,20  | -     |
| Totale                                        | 1.176.028 |       | 24    |

| Democrazia Cristiana | Partito Socialista Italiano                                            | Partito Democratico della Sinistra                                                                | Partito della Rifondazione Comunista |
| --- | ---------------------------------------------------------------------- | ------------------------------------------------------------------------------------------------- | ------------------------------------ |
| - Riccardo Misasi - Carmelo Pujia - Agazio Loiero - Mario Tassone - Pasqualino Biafora - Giuseppe Aloise - Anna Maria Nucci - Leone Manti - Vito Napoli | - Sandro Principe - Rosario Olivo - Saverio Zavettieri - Antonio Mundo | - Maria Simona Dalla Chiesa - Gerardo Mario Oliverio - Giancarlo Sitra - Giuseppe Carmine Soriero | - Girolamo Tripodi - Mario Brunetti  |
| Partito Socialista Democratico Italiano | Movimento Sociale Italiano                                             | Partito Liberale Italiano                                                                         | Partito Repubblicano Italiano        |
| - Paolo Bruno - Paolo Romeo | - Raffaele Valensise                                                   | - Attilio Santoro                                                                                 | - Francesco Nucara                   |